# Старки, Ли
Ли Пе́ркин Ста́рки (англ. Lee Parkin Starkey, род. 11 ноября 1970 года, Лондон, Англия) — английский дизайнер, модельер, визажист. Дочь музыканта Ринго Старра и его первой жены, Морин Кокс. Получила первую самостоятельную известность в конце 1980-х, открыв (в партнёрстве) в Лондоне на улице Портобелло-роуд бутик «Planet Alice».

## Ранние годы
Ли Перкин Старки родилась 11 ноября 1970 в Лондоне, в больнице Королевы Шарлотты и Челси. Дочь музыканта Ринго Старра, бывшего участника The Beatles и его первой жены, Морин Кокс; Ли — третий ребёнок этой пары (первые двое — сыновья Джейсон и Зак Старки), родилась всего через несколько месяцев после фактического распада The Beatles.
Как было решено между Ринго и Морин, «Ли — хорошее короткое имя; имя, которое уже нельзя сократить ещё больше». Перкин (Parkin) — имя из семьи Ринго; первоначально — фамилия его деда, до того, как его мать вступила в повторный брак со Старки (Starkey).
Когда Старр в начале 1970-х уехал в Калифорнию (США), Морин занималась домохозяйством. Ричард Старки и Морин начали официально жить раздельно, начиная с 1974, и оформили развод в 1975, когда Ли было почти 5 лет; Морин получила права на проживание с детьми, Ричард Старки — только права на их посещение.
Когда 27 апреля 1981 Ричард Старки сочетался браком с актрисой Барбарой Бах, Ли Старки на церемонии была одной из подружек невесты  вместе со своей новой сводной сестрой, дочерью Барбары Бах, Франческой Грегорини.
До конца 1980-х Ли продолжала обучение в школе, но не могла определиться с направлением своей дальнейшей деятельности. После окончания в 16 лет школы Короля Альфреда в Хампстеде  без какой-либо квалификации, работала некоторое время на лейбле Tower Records, короткое время обучалась в школе драматических актёров, но покинула её, поскольку эта деятельность ей не понравилась. Прошла обучение в школе гримёров, но, хотя и получила диплом, также не стала заниматься не нравящейся ей работой. Работала в сети кафе Hard Rock Cafe, совладельцем которой являлся её отчим, американский бизнесмен Айзек Тайгретт (женившийся в 1989 году на её матери Морин). Кроме того, в 1989 году снялась вместе с Ринго Старром в рекламе автомобилей Oldsmobile.
В подростковом возрасте Ли придерживалась в имидже стиля «панк»- и «гот»-субкультур, одеваясь в чёрное и крася волосы в пурпурный цвет.

## Бутик «Planet Alice»
В конце 1980-х Ли и её друг Кристиан Пэрис открыли бутик под названием Planet Alice в Лондоне на улице Портобелло Роуд; бутик специализировался на продаже одежды в стиле 1960-х.
Мать Ли, Морин, 27 мая 1989 вышла замуж за Айзека Тайгретта и переехала в Лос-Анджелес (США), предложив Ли спросить её партнера, не хотят ли они перенести их бутик туда; согласие было получено, и бутик был переведён в Лос-Анджелес в 1991 году, когда Ли исполнилось 20 лет. На официальном открытии магазина, расположившегося на Мелроуз-авеню, присутствовали Ринго Старр, Барбара Бах, Айзек и Морин Тайгретты.
В этом же году Ли переехала в дом в Лос-Анджелесе, в районе Беверли-Хиллз, где она проживала вместе с братьями Джейсоном и Заком, матерью, отчимом и Аугустой Тайгретт (дочерью Айзека и Морин).
Примерно через год магазин был закрыт, и Ли вернулась в Великобританию, поселившись в квартире рядом Уорик-авеню, где Старр жил в 1970-х.

## Борьба с онкологическим заболеванием
После закрытия бутика Ли продолжила работать как модельер, но её карьера прервалась на несколько лет в связи с событиями в жизни как её семьи, так и её собственной.
В 1994 она бросилась на помощь своей матери, когда Морин был поставлен диагноз «лейкемия». Ли оставалась у постели матери до 30 декабря 1994, когда Морин скончалась.
В августе 1995 Ли почувствовала себя очень плохо и была доставлена в госпиталь, где был поставлен диагноз «опухоль головного мозга». Ранее она ощущала онемение (см. парестезия) в ноге и руке. Её отец Ричард и брат Зак, гастролировавшие в то время вместе в составе All-Starr Band в США, прервали тур и приехали, чтобы помочь ей бороться с болезнью. Ли перевезли в Женский госпиталь Бригама (Бостон, США) для продолжения лечения. В течение трёх недель ей было сделано две операции, а затем проводилась лучевая терапия.
Кристиан Пэрис часто сопровождал Ли, когда она проходила обследования во время выздоровления в последующие годы. Ли переехала в дом отчима на улице Малхолланд-драйв в долине Сан-Фернандо для восстановления здоровья; в этом же доме жила её бабушка по матери Фло Кокс и Аугуста Тайгретт.
Ли вернулась в Великобританию в декабре 1995 года, чтобы провести Рождество с семьёй.

## Последующая жизнь
В 1998 году Ли участвовала в большой группе музыкантов и членов их семей, певших бэк-вокал в песне «La De Da» на записи альбома Ринго Старра Vertical Man.
В 2001 году у Ли вновь была диагностирована опухоль головного мозга и она вновь ездила в Бостон для повторного лечения.
Ли Старки проживает в Лондоне и работает как визажист и модельер одежды с украшениями из перьев.
Начиная с 2006 года Ли поддерживает близкие отношения с бывшим гитаристом группы Kasabian Джеем Мелером, и в июне 2009 года они объявили, что у них ожидается тройня. Как кратко сообщалось в СМИ, тройня родилась в этом же 2009 году.
Ли посещает концерты её брата Зака, показы мод Стеллы Маккартни и благотворительные мероприятия, сама оставаясь непубличной персоной.